# Cistellina stereicola
Cistellina stereicola är en svampart som först beskrevs av Mordecai Cubitt Cooke, och fick sitt nu gällande namn av Raitv. 1978. Cistellina stereicola ingår i släktet Cistellina, ordningen disksvampar, klassen Leotiomycetes, divisionen sporsäcksvampar och riket svampar.   Inga underarter finns listade i Catalogue of Life.